# باتريك أنتوي
باتريك أنتوي (بالإنجليزية: Patrick Antwi)‏ (4 نوفمبر 1987 في غانا - ) هو لاعب كرة قدم غاني في مركز حراسة المرمى. شارك مع منتخب غانا لكرة القدم. أما مع النوادي، فقد لعب مع Tema Youth F.C. ‏ وCape Coast Ebusua Dwarfs ‏ وليبرتي بروفشنالز ‏.

## وصلات خارجية
- باتريك أنتوي على موقع قاعدة بيانات كرة القدم.إي يو (الإنجليزية)